# Anoeta
Pour l’article homonyme, voir Stade d'Anoeta pour le stade de football de Saint-Sébastien.
Anoeta est une commune du Guipuscoa dans la communauté autonome du Pays basque en Espagne.

## Géographie
Elle se situe à mi-chemin du fleuve Oria, à 20 km de la mer Cantabrique, à 24 km de la capitale provinciale, Saint-Sébastien (Donostia en basque) et à 3 km de la capitale comarcale, Tolosa. La ville compte une autoroute (N-1) et une ligne de chemin de fer (trajet Irun - Madrid).
Le fleuve d'Oria la sépare de sa voisine Irura.
La superficie de la commune est de 4,13 km2.

## Économie
La principale activité économique est industrielle. Il existe de nombreuses industries de constructions métalliques, tournées principalement à la machinerie du papier et ses compléments. Avec une jeune pyramide des âges, sa récente expansion urbaine, elle compte avec les principaux services nécessaires (éducation, services médicaux, bancaires et commerciaux) et est proche d'importantes villes (Tolosa est à 3 km et Andoain à 9 km avec des centres commerciaux et administratifs).

## Histoire
Ayant une université indépendante en 1374, elle s'est unie à Tolosa pour acquérir plus tard le statut de villa en 1615.

## Patrimoine
Dans les hauteurs de cette municipalité, se trouve l'église Saint Jean Baptiste du XVIe siècle, restaurée aux XVIIe et XVIIIe siècles, surmontée d'une voûte croisée.
La maison-tour d'Ateaga est une ferme au blason d'armes. Jusqu'à six membres des occupants de cette maison ont servi dans la maison royale. En 1888, l'infante Eulalie passa une saison de repos dans cette maison durant laquelle elle reçut la visite de la reine Marie-Christine.
Pour faire des randonnées il est recommandé l'ascension du mont Uzturre. Dans les environs existe une croix en pierre travaillée.

## Fêtes et traditions
Les fêtes patronales se déroulent le jour du Corpus Christi ainsi que les fêtes de la Saint-Jean, le 24 juin.

## Personnalités
- Abraham Olano (1970-), cycliste.

### Sources
- (es) Cet article est partiellement ou en totalité issu de l’article de Wikipédia en espagnol intitulé « Anoeta » (voir la liste des auteurs).